# アンドリュー・ナップ
アンドリュー・マイケル・ナップ（Andrew Michael Knapp, 1991年11月9日 - ）は、アメリカ合衆国カリフォルニア州プレイサー郡ローズビル出身の元プロ野球選手（捕手）。右投両打。

## 経歴

### プロ入りとフィリーズ時代
2010年のMLBドラフト41巡目（全体1235位）でオークランド・アスレチックスから指名されたが、契約せずにカリフォルニア大学バークレー校へ進学した。
2013年のMLBドラフト2巡目（全体53位）でフィラデルフィア・フィリーズから指名され、プロ入り。契約後、傘下のA-級ウィリアムズポート・クロスカッターズでプロデビュー。62試合に出場して打率.253、6本塁打、23打点、7盗塁を記録した。
2014年はA級レイクウッド・ブルークロウズとA+級クリアウォーター・スレッシャーズでプレーし、2球団合計で98試合に出場して打率.260、6本塁打、32打点、4盗塁を記録した。
2015年はA+級クリアウォーターとAA級レディング・ファイティン・フィルズでプレーし、2球団合計で118試合に出場して打率.308、13本塁打、84打点、1盗塁を記録した。オフにはアリゾナ・フォールリーグに参加し、グレンデール・デザートドッグスに所属した。
2016年はAAA級リーハイバレー・アイアンピッグスでプレーし、107試合に出場して打率.266、8本塁打、46打点、2盗塁を記録した。オフの11月18日にルール・ファイブ・ドラフトでの流出を防ぐために40人枠入りした。
2017年は開幕25人枠入りを果たし、4月6日のシンシナティ・レッズ戦でメジャーデビュー。この年メジャーでは56試合に出場して打率.257、3本塁打、13打点、1盗塁を記録した。オフの12月21日に背番号を15に変更した。
2018年はホルヘ・アルファーロに次ぐ2番手捕手として84試合に出場して、打率.195、4本塁打、15打点、1盗塁を記録した。
2019年はJ.T.リアルミュートに次ぐ2番手捕手として74試合に出場して、打率.213、2本塁打、8打点を記録した。
2020年はそれまで着用していた背番号15がディック・アレンの永久欠番に指定されたため、シーズン途中で背番号を7、さらには5に変更した。
2021年は62試合に出場して2本塁打、11打点を記録したが、打率.152と不振だった。オフの11月5日にFAとなった。

### レッズ傘下時代
2021年12月1日にシンシナティ・レッズとマイナー契約を結び、招待選手として2022年のスプリングトレーニングに参加することになった。
開幕前の2022年4月3日に自由契約となった。

### パイレーツ時代
2022年4月6日にピッツバーグ・パイレーツとメジャー契約を結んだ。パイレーツでは11試合に出場して打率.129、本塁打0と不振に苦しみ、5月16日にDFAとなり、18日にFAとなった。

### マリナーズ時代とジャイアンツ時代
5月21日にシアトル・マリナーズとマイナー契約を結び、AAA級タコマ・レイニアーズに配属された。6月27日にルイス・トレンズが故障者リスト入りしたことに伴ってメジャーに昇格。その日のうちにアクティブ・ロースター入りした。7月9日にトレンズの復帰に伴ってDFAとなり、13日にFAとなった。それから10日後の22日にサンフランシスコ・ジャイアンツとマイナー契約を結び、同日中に傘下のAAA級サクラメント・リバーキャッツに配属された。レギュラーシーズン終了後の10月6日にFAとなった。

### タイガース傘下時代
2022年オフの12月23日にデトロイト・タイガースとマイナー契約を結び、2023年1月2日に傘下のAAA級トレド・マッドヘンズに配属されたが、8月9日に自由契約となった。

### アストロズ傘下時代
同年8月16日にヒューストン・アストロズとマイナー契約を結び、同日中にAAA級シュガーランド・スペースカウボーイズに配属された。しかし、いずれの球団でもメジャー昇格はならず、オフの11月6日にFAとなった。

### レンジャーズ傘下時代
2023年12月27日にテキサス・レンジャーズとマイナー契約を結び、翌2024年のスプリングトレーニングにはデレク・ヒル、エリエ・ヘルナンデスとともに招待選手として参加したが、開幕はAAA級ラウンドロック・エクスプレスで迎えた。6月1日に一度は自由契約となったが、7月12日に契約を結び直した。8月22日に再び自由契約となった。

### ジャイアンツ復帰
同年8月23日にジャイアンツとメジャー契約を結んだ。その日のうちにアクティブ・ロースター入りし、同日のシアトル・マリナーズ戦(T-モバイル・パーク)にて2年ぶりにメジャーの公式戦に出場した。それ以降3試合に出場したが、結果を残せず同月29日にDFA、31日にウェイバー公示を経てAAA級サクラメントに降格した。レギュラーシーズン終了後の10月1日にFAとなった。

### 引退
2025年1月20日に現役を引退することを発表した。

## 詳細情報

### 年度別打撃成績
| 年 度    | 球 団    | 試 合 | 打 席 | 打 数 | 得 点 | 安 打 | 二 塁 打 | 三 塁 打 | 本 塁 打 | 塁 打 | 打 点 | 盗 塁 | 盗 塁 死 | 犠 打 | 犠 飛 | 四 球 | 敬 遠 | 死 球 | 三 振 | 併 殺 打 | 打 率 | 出 塁 率 | 長 打 率 | O P S |
| -------- | -------- | ----- | ----- | ----- | ----- | ----- | -------- | -------- | -------- | ----- | ----- | ----- | -------- | ----- | ----- | ----- | ----- | ----- | ----- | -------- | ----- | -------- | -------- | ----- |
| 2017     | PHI      | 56    | 204   | 171   | 26    | 44    | 8        | 1        | 3        | 63    | 13    | 1     | 0        | 0     | 2     | 31    | 4     | 0     | 56    | 5        | .257  | .368     | .368     | .736  |
| 2018     | PHI      | 84    | 215   | 187   | 19    | 37    | 6        | 2        | 4        | 59    | 15    | 1     | 0        | 1     | 1     | 24    | 1     | 2     | 75    | 2        | .198  | .294     | .316     | .610  |
| 2019     | PHI      | 74    | 160   | 136   | 12    | 29    | 9        | 0        | 2        | 44    | 8     | 0     | 0        | 3     | 0     | 18    | 2     | 3     | 51    | 2        | .213  | .318     | .324     | .642  |
| 2020     | PHI      | 33    | 89    | 72    | 9     | 20    | 4        | 1        | 2        | 32    | 15    | 0     | 0        | 0     | 1     | 15    | 0     | 1     | 19    | 1        | .278  | .404     | .444     | .849  |
| 2021     | PHI      | 62    | 159   | 145   | 13    | 22    | 3        | 0        | 2        | 31    | 11    | 0     | 0        | 1     | 1     | 10    | 0     | 2     | 61    | 1        | .152  | .215     | .214     | .429  |
| 2022     | PIT      | 11    | 35    | 31    | 2     | 4     | 1        | 0        | 0        | 5     | 2     | 0     | 0        | 0     | 0     | 3     | 0     | 1     | 9     | 0        | .129  | .229     | .161     | .390  |
| 2022     | SEA      | 2     | 4     | 4     | 0     | 0     | 0        | 0        | 0        | 0     | 0     | 0     | 0        | 0     | 0     | 0     | 0     | 0     | 3     | 0        | .000  | .000     | .000     | .000  |
| 2022     | SF       | 3     | 7     | 4     | 2     | 1     | 0        | 0        | 0        | 1     | 2     | 0     | 0        | 0     | 1     | 2     | 0     | 0     | 0     | 0        | .250  | .429     | .250     | .679  |
| '22計    | SF       | 16    | 46    | 39    | 4     | 5     | 1        | 0        | 0        | 6     | 4     | 0     | 0        | 0     | 1     | 5     | 0     | 1     | 12    | 0        | .128  | .239     | .154     | .393  |
| 2024     | SF       | 3     | 6     | 6     | 0     | 1     | 0        | 0        | 0        | 1     | 0     | 0     | 0        | 0     | 0     | 0     | 0     | 0     | 2     | 0        | .167  | .167     | .167     | .334  |
| MLB：7年 | MLB：7年 | 328   | 879   | 756   | 83    | 158   | 31       | 4        | 13       | 236   | 66    | 2     | 0        | 5     | 6     | 103   | 7     | 9     | 276   | 11       | .209  | .309     | .312     | .621  |

### 年度別投手成績
| 年 度    | 球 団    | 登 板 | 先 発 | 完 投 | 完 封 | 無 四 球 | 勝 利 | 敗 戦 | セ 丨 ブ | ホ 丨 ル ド | 勝 率 | 打 者 | 投 球 回 | 被 安 打 | 被 本 塁 打 | 与 四 球 | 敬 遠 | 与 死 球 | 奪 三 振 | 暴 投 | ボ 丨 ク | 失 点 | 自 責 点 | 防 御 率 | W H I P |
| -------- | -------- | ----- | ----- | ----- | ----- | -------- | ----- | ----- | -------- | ----------- | ----- | ----- | -------- | -------- | ----------- | -------- | ----- | -------- | -------- | ----- | -------- | ----- | -------- | -------- | ------- |
| 2021     | PHI      | 1     | 0     | 0     | 0     | 0        | 0     | 0     | 0        | 0           | ----  | 1     | 0.1      | 0        | 0           | 0        | 0     | 0        | 0        | 0     | 0        | 0     | 0        | 0.00     | 0.00    |
| MLB：1年 | MLB：1年 | 1     | 0     | 0     | 0     | 0        | 0     | 0     | 0        | 0           | ----  | 1     | 0.1      | 0        | 0           | 0        | 0     | 0        | 0        | 0     | 0        | 0     | 0        | 0.00     | 0.00    |

- 表中の「-」は記録なし

### 年度別守備成績
捕手守備
| 年 度 | 球 団 | 捕手（C） | 捕手（C） | 捕手（C） | 捕手（C） | 捕手（C） | 捕手（C） | 捕手（C） | 捕手（C） | 捕手（C） | 捕手（C） | 捕手（C） |
| 年 度 | 球 団 | 試 合     | 刺 殺     | 補 殺     | 失 策     | 併 殺     | 守 備 率  | 捕 逸     | 企 図 数  | 許 盗 塁  | 盗 塁 刺  | 阻 止 率  |
| ----- | ----- | --------- | --------- | --------- | --------- | --------- | --------- | --------- | --------- | --------- | --------- | --------- |
| 2017  | PHI   | 53        | 408       | 22        | 4         | 4         | .991      | 3         | 41        | 33        | 8         | .195      |
| 2018  | PHI   | 53        | 404       | 21        | 8         | 2         | .982      | 6         | 39        | 32        | 7         | .179      |
| 2019  | PHI   | 43        | 311       | 27        | 3         | 3         | .991      | 3         | 24        | 17        | 7         | .292      |
| MLB   | MLB   | 149       | 1123      | 70        | 15        | 9         | .988      | 12        | 104       | 82        | 22        | .212      |

内野守備
| 年 度 | 球 団 | 一塁（1B） | 一塁（1B） | 一塁（1B） | 一塁（1B） | 一塁（1B） | 一塁（1B） |
| 年 度 | 球 団 | 試 合      | 刺 殺      | 補 殺      | 失 策      | 併 殺      | 守 備 率   |
| ----- | ----- | ---------- | ---------- | ---------- | ---------- | ---------- | ---------- |
| 2017  | PHI   | 1          | 0          | 0          | 0          | 0          | ----       |
| 2018  | PHI   | 1          | 2          | 0          | 0          | 0          | 1.000      |
| 2019  | PHI   | 1          | 8          | 0          | 0          | 1          | 1.000      |
| MLB   | MLB   | 3          | 10         | 0          | 0          | 1          | 1.000      |

- 2019年度シーズン終了時

### 背番号
- 34（2017年、2024年8月23日 - 同年8月28日）
- 15（2018年 - 2020年途中）
- 7（2020年途中 - 同年途中）
- 5（2020年途中 - 2021年）
- 31（2022年 - 同年途中）
- 40（2022年途中 - 同年途中）
- 33（同年途中 - 同年終了）